# Oldendorf (Schnega)

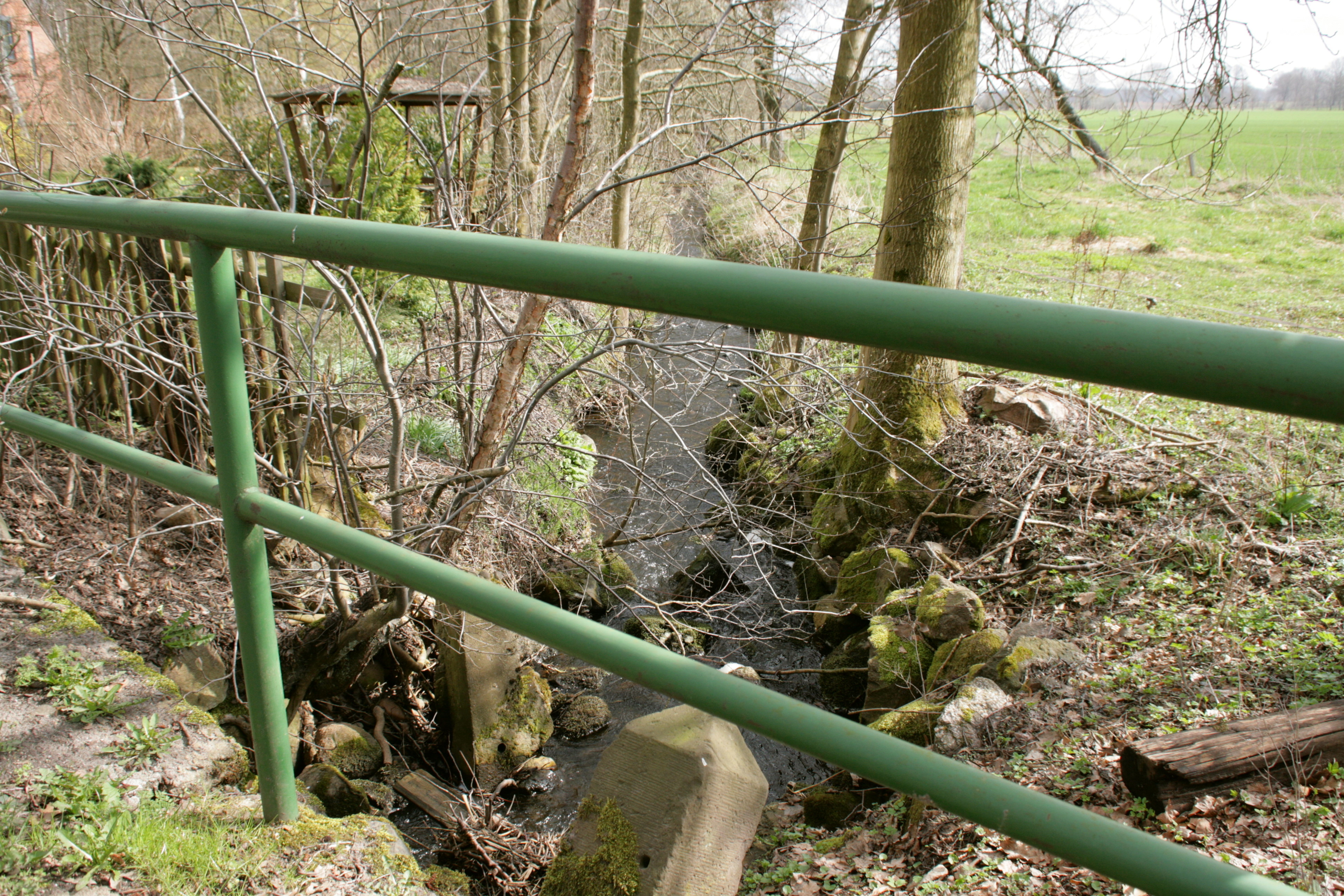
Schnegaer Mühlenbach nahe der Wassermühle, Oldendorfer Mühle, Oldendorf in Schnega

Oldendorf ist ein Ortsteil der Gemeinde Schnega im Landkreis Lüchow-Dannenberg in Niedersachsen.

## Geographie
Das Dorf liegt 500 Meter östlich des Kernbereichs von Schnega und südlich der B 71. Nördlich erstreckt sich das Naturschutzgebiet Schnegaer Mühlenbachtal mit dem Schnegaer Mühlengraben.

## Geschichte
Für das Jahr 1848 wird angegeben, dass Oldendorf elf Wohngebäude hatte, in denen 86 Einwohner lebten. Zu der Zeit war der Ort nach Schnega eingepfarrt, so sich auch die Schule befand.
Am 1. Dezember 1910 hatte Oldendorf im Kreis Lüchow 60 Einwohner.